# Ries & Erler
Der Musikverlag Ries & Erler ist ein Verlag für Vokal- und Instrumentalmusik, Musikbücher und Tonträger. Er wurde 1881 von Franz Ries und Hermann Erler in Berlin gegründet. 2014 entstand das verlagseigene Label Rime Records und 2018 wurde die Edition Sonat Teil des Verlags.

## Profil
Ries & Erler ist ein Familienunternehmen, das Werke aus den Sparten Barock, Klassik, Sinfonik des 19. Jahrhunderts bis hin zu zeitgenössischer Instrumental-, Vocal- und Orchestermusik, sowie Oper, Stummfilmmusik, Unterrichtswerke, Musikbücher und Tonträger verlegt. Durch die Eingliederung des Corona Verlags wurde der Bereich der zeitgenössischen E-Musik erweitert. Durch die Übernahme des Musikverlags Löffler kam das Segment von Unterrichtswerken hinzu. Mit der Edition Sonat wurde der Bereich Vokal- und Orgelmusik um etwa 2000 Titel erweitert. Um Werke aus dem Verlagsprogramm auch auf Tonträgern hörbar zu machen, wurde das Label Rime Records gegründet.

## Verlagsgeschichte
Der Musiker und Kaufmann Franz Ries und der Komponist und Verleger Hermann Erler gründeten am 1. Juli 1881 gemeinsam in Berlin einen Musikverlag, der seinen Sitz am Kurfürstendamm 22 nahm. Er trug zunächst die Bezeichnung Königlich-Sächsische Hofmusikalienhandlung. Der Erwerb der Verlagsrechte an der Oper Ännchen von Tharau von Heinrich Hofmann und weiterer Werke der Musik der Romantik brachten dem Verlag erste Erfolge. Nach dem Tod Hermann Erlers 1918 führte Franz Ries den Verlag weiter. Er erwarb die Rechte an Kompositionen z. B. von Walter Braunfels, Engelbert Humperdinck und Hans Pfitzner sowie des Studienwerks von Carl Flesch.
1924 übergab Franz Ries die Geschäftsführung an seinen Sohn Robert Ries. Er führte die Tradition von Erstveröffentlichungen weiter, u. a. mit Werken der Komponisten Theodor Berger, Harald Genzmer, Walter Jentsch, Mark Lothar, Heinz Schubert, Heinz Tiessen und Grete von Zieritz. Ende der 1920er Jahre nahm der Verlag auch Werke aus der konzertanten Unterhaltungsmusik auf. Robert Ries war zudem im Aufsichtsrat der Gesellschaft für musikalische Aufführungs- und mechanische Vervielfältigungsrechte (GEMA) und im Vorstand der Deutschen Musikalien-Verleger tätig. In beiden Gremien wirkte er beim Ausbau der Versorgungskassen mit.
Nach dem Tod von Robert Ries im Januar 1942 wurden seine beiden Töchter Waltraut und Ingrid Inhaberinnen des Verlags. Die Aufsicht führte zunächst der Musikverleger Edgar Bielefeldt. Durch Kriegseinwirkungen wurden am 1. Mai 1945 die Geschäftsräume am Kurfürstendamm zerstört, wobei der größte Teil des bisherigen Werkes des Verlags verloren ging. 1948 erteilte der Alliierte Kontrollrat eine neue Verlegerlizenz und Waltraut übernahm die Geschäftsführung sowie den Wiederaufbau. Durch Inverlagnahme neu komponierter Werke, u. a. von Erwin Dressel, Werner Eisbrenner und Friedrich Metzler, setzte sie letztlich die Tradition von Erstveröffentlichungen fort. Die Sparte der Unterhaltungsmusik wurde durch die Übernahme des Berliner Verlags Wilke & Co ausgebaut. 1968, nach dem Tod von Waltraut Ries, übernahm die Enkeltochter des Verlagsgründers, Ingrid Meurer (geb. Ries), die Verlagsleitung.
Andreas Meurer, der Sohn von Ingrid Meurer, ist seit 1979 im Verlag tätig, 1985 wurde er Prokurist und 1997 Verlagschef. Unter seiner Leitung wurde 1993 die Edition Corona und 1997 der Berliner Musikverlag Hermann Löffler eingegliedert. Meurer ist zudem in der GEMA, der Verwertungsgesellschaft Musikedition und dem Deutschen Musikverlegerverband tätig. 2014 wurde das Label Rime Records gegründet, um Notenausgaben auch im Audiobereich zu erfassen. Im Jahr 2018 wurde der Sonat-Verlag (Berliner-Chormusik-Verlag und Edition-Musica-Rinata) eine weitere Edition von Ries & Erler. Dabei übernahm Stefan Rauh, bisheriger Sonat-Verlagsleiter, die Position des Lektoratsleiters. Caroline Helms, die Tochter von Andreas Meurer, ist seit 2013 ebenfalls im Verlag tätig. 2022 übernahm sie die Verlagsleitung.